# 乌双斑雀
乌双斑雀（学名：Euschistospiza cinereovinacea），是梅花雀科双斑雀属的一种，分布于安哥拉、布隆迪、乌干达、卢旺达和刚果民主共和国。全球活动范围约为133,000平方千米。该物种的保护状况被评为无危。
乌双斑雀的平均体重约为12.0克。栖息地包括亚北极疏灌丛、亚热带或热带的高海拔草原、亚热带或热带的（低地）湿润疏灌丛和亚热带或热带的（低地）干草原。